# Abamectina
L'abamectina è una miscela che contiene più dell'80% del composto abamectina B1a (numero CAS 65195-55-3) e meno del 20% del composto abamectina B1b (numero CAS = 65195-56-4), chimicamente due disaccaridi lattonici macrociclici differenziati dalla presenza di un gruppo etile. 
Questi due componenti, B1a e B1b hanno proprietà biologiche e tossicologiche molto simili e sono prodotti naturali di fermentazione ottenuti dal batterio del terreno Streptomyces avermitilis originariamente scoperto in Giappone.
Alcuni nomi commerciali sotto cui sono etichettati prodotti a base di abamectina sono Agri-Mek, Avid, Dynamec, Vertimec, Zephyr.

## Usi
L'abamectina è usata per controllare i fitofagi delle colture e le formiche del fuoco. 
La ivermectina, nelle dosi di 50 - 200 µg/kg (composto simile della famiglia delle abamectine), è ampiamente usata per curare gli esseri umani nel programma di oncocercosi dall'Organizzazione mondiale della sanità (cecità del fiume). Il principio attivo è ammesso in endoterapia.

## Proprietà fitosanitarie
L'abamectina agisce prevalentemente per ingestione, in quanto l'azione per contatto è subordinata alla sua scarsa persistenza. La sua azione è neurotossica e si esercita sulle trasmissioni sinaptiche e neuromuscolari, provocando rapidamente l'immobilizzazione dei fitofagi e, in pochi giorni, la loro morte. Durante questo intervallo di tempo gli insetti e gli acari colpiti si alimentano pochissimo provocando pochi danni. 
È particolarmente attiva contro la psilla del pero, le mosche fillominatrici (Agromizidi) e il tetranychus urticae (ragnetto rosso) nella difesa del pero, del pomodoro e di alcune piante da fiore o ornamentali (crisantemo, gerbera, rosa).

## Proprietà fisico-chimiche
Si degrada abbastanza rapidamente in acqua (tempo di dimezzamento 4 giorni). Nei terreni dura dalle due alle quattro settimane; tuttavia è sensibile alla fotodegradazione (in acqua tempo di dimezzamento 12 ore).
È solubile in solventi organici quali acetone, metanolo, isopropanolo, toluene.